# Compton, Kalifornija
Compton je grad u američkoj saveznoj državi Kaliforniji. Grad upravo pripada okrugu Los Angeles i nalazi se južno od njega. Grad je poznat po dugogodišnjoj glazbenoj kulturi. Također, poznat je po svojoj nesigurnosti. Vodeći grad po broju ubojstava u SAD-u.

## Stanovništvo
Prema popisu stanovništva iz 2009. godine grad je imao 93.493 stanovnika,
u 22.327 domaćinstava, i 18.620 obitelji. Većina stanovništva odnosno 56,80% su latino amerikanci i hispanjolci, a ostatak čine afro-američko stanovništvo.
Prema popisu stanovništva iz 2010. u njemu je živjelo 96.455 stanovnika.

## Poznate osobe
- Coolio, reper
- Eazy-E, reper, u gangsta rap sastavu N.W.A.
- Dr. Dre, reper i hip-hop producent sastava N.W.A.
- Game, reper
- Krist Novoselic, basist u sastavu Nirvana
- Tayshaun Prince, američki košarkaš Detroit Pistonsa
- James Coburn, američki glumac
- Ice Cube, reper i glumac
- Kendrick Lamar, reper
- Demar DeRozan, američki košarkaš Chicago Bullsa

## Gradovi prijatelji
- Cancún, Quintana Roo, Meksiko
- Guadalajara, Meksiko

## Vanjske poveznice
- Službene stranice grada  Arhivirana inačica izvorne stranice od 3. listopada 2015. (Wayback Machine)

### Ostali projekti
|  | Zajednički poslužitelj ima stranicu o temi Compton, California |